# Feuerborniella veracruzana
Feuerborniella veracruzana är en tvåvingeart som beskrevs av Ibanez-bernal 2004. Feuerborniella veracruzana ingår i släktet Feuerborniella och familjen fjärilsmyggor. Inga underarter finns listade i Catalogue of Life.